# Catedrala „Sfânta Treime” din Arad

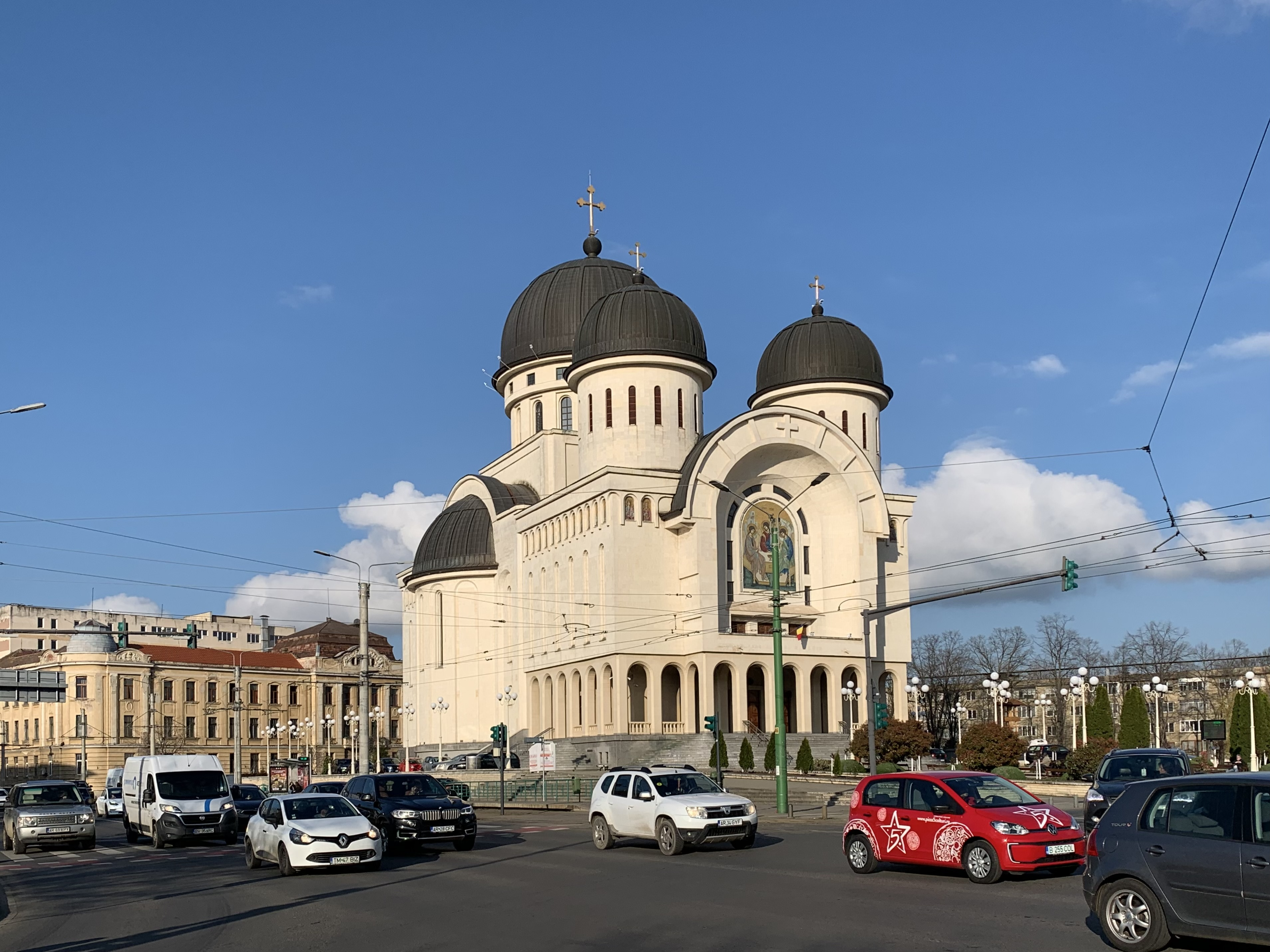
Catedrala Sfânta Treime

Catedrala „Sfânta Treime” din Arad este o catedrală ortodoxă, sediul scaunului arhiepiscopal al Arhiepiscopiei Aradului. Edificiul adăpostește, de asemenea, o parte din moaștele Sfântului Ioan Gură de Aur. Pictura catedralei a fost realizată de pictorul Cezar Constantin Cătălin Băluț și a fost finalizată în luna decembrie a anului 2018, când a avut loc sfințirea lăcașului de cult.

## Istoric
Piatra de temelie a catedralei arădene a fost așezată în anul 1991 de către Timotei Seviciu, episcopul Aradului. Catedrala a fost târnosită de către Patriarhul Daniel la data de 6 decembrie 2008, iar la 28 noiembrie 2009 a devenit catedrală arhiepiscopală.
Vechea catedrală a Episcopiei Aradului este Catedrala „Nașterea Sf. Ioan Botezătorul”, monument istoric și de arhitectură.